# Flughafen Ağrı-Ahmed-i Hani

i8
i11
i13
Der Flughafen Ağrı-Ahmed-i Hani (türkisch Ağrı Ahmed-i Hani Havalimanı, IATA-Code: AJI, ICAO-Code: LTCO) ist ein türkischer Flughafen nahe der Stadt Ağrı. Er wird durch die staatliche DHMI betrieben. Der Flughafen wurde nach dem kurdischen Gelehrten Ehmedê Xanî benannt.

## Geschichte
Der Flughafen wurde 1997 dem Betrieb übergeben und wird ausschließlich zivil genutzt. Er verfügt über einen Terminal mit einer Kapazität von 120.000 Passagieren im Jahr und eine befestigte Start- und Landebahn, die jedoch kein Instrumentenfluglandesystem (ILS) besitzt.
Der Flughafen ist mit Ağrı durch die Fernstraße D-965 verbunden. Zudem verbinden Kleinbusse den Flughafen mit der Stadt.